# Église de Trachselwald
L'église réformée de Trachselwald est un temple protestant situé dans la commune bernoise de Trachselwald, en Suisse.

## Histoire
Le bâtiment baroque a été construit en 1685 sur les plans d'Abraham Dunz. 
Au centre du plafond en bois peint se trouve un médaillon créé en 1686 par le peintre Christian Stucki et donnant l'illusion d'une balustrade en pierre et un ciel bleu avec des nuages blancs ; ce motif est inspiré de celui réalisé par Andrea Mantegna dans La Chambre des Époux à Mantoue. 
La chaire et les fonts baptismaux datent de 1686, alors que la galerie a été créée en 1783 lorsque le premier orgue fut installé. L'instrument original fut remplacé en 1896. L'orgue actuel est de 1982 et compte 15 jeux.
Le temple est inscrit comme bien culturel suisse d'importance nationale.

## Source de la traduction
- (de) Cet article est partiellement ou en totalité issu de l’article de Wikipédia en allemand intitulé « Kirche Trachselwald » (voir la liste des auteurs).